# Dark Rift
Dark Rift (Space Dynamites au Japon) est un jeu vidéo de combat sorti en 1997 sur Nintendo 64 et Windows. Le jeu a été développé par Kronos Digital Entertainment et édité par Vic Tokai.